# Cody Ceci
Cody Ceci (* 21. prosince 1993 Ottawa) je profesionální kanadský hokejový obránce momentálně hrající v týmu Dallas Stars v severoamerické lize NHL. V roce 2012 byl draftován v 1. kole jako 15. celkově týmem Ottawa Senators.

## Ocenění a úspěchy
- 2012 OHL – Druhý All-Star Tým
- 2013 OHL – Druhý All-Star Tým

## Prvenství
- Debut v NHL – 12. prosince 2013 (Ottawa Senators proti Buffalo Sabres)
- První gól v NHL – 16. prosince 2013 (Ottawa Senators proti St. Louis Blues, kanadskému brankáři Brian Elliott)
- První asistence v NHL – 23. prosince 2013 (Ottawa Senators proti Pittsburgh Penguins)

## Klubová statistika
| Sezóna       | Klub                     | Soutěž       |     | Základní část | Základní část | Základní část | Základní část | Základní část |   | Play off | Play off | Play off | Play off | Play off |
| Sezóna       | Klub                     | Soutěž       | Z   | G             | A             | B             | TM            | Z             | G | A        | B        | TM       |          |          |
| 2008–09      | Peterborough Minor Petes | ETA          | 57  | 24            | 48            | 72            | 26            | —             | — | —        | —        | —        |          |          |
| 2008–09      | Peterborough Stars       | OJHL         | 3   | 0             | 0             | 0             | 2             | —             | — | —        | —        | —        |          |          |
| 2009–10      | Ottawa 67's              | OHL          | 64  | 4             | 8             | 12            | 12            | 12            | 0 | 3        | 3        | 0        |          |          |
| 2010–11      | Ottawa 67's              | OHL          | 68  | 9             | 25            | 34            | 28            | 4             | 0 | 2        | 2        | 4        |          |          |
| 2011–12      | Ottawa 67's              | OHL          | 64  | 17            | 43            | 60            | 14            | 18            | 2 | 13       | 15       | 4        |          |          |
| 2012–13      | Ottawa 67's              | OHL          | 42  | 11            | 29            | 40            | 10            | —             | — | —        | —        | —        |          |          |
| 2012–13      | Owen Sound Attack        | OHL          | 27  | 8             | 16            | 24            | 2             | 12            | 1 | 9        | 10       | 0        |          |          |
| 2012–13      | Binghamton Senators      | AHL          | 3   | 1             | 1             | 2             | 0             | 3             | 0 | 0        | 0        | 0        |          |          |
| 2013–14      | Binghamton Senators      | AHL          | 27  | 2             | 17            | 19            | 10            | 4             | 1 | 1        | 2        | 0        |          |          |
| 2013–14      | Ottawa Senators          | NHL          | 49  | 3             | 6             | 9             | 14            | —             | — | —        | —        | —        |          |          |
| 2014–15      | Ottawa Senators          | NHL          | 81  | 5             | 16            | 21            | 6             | 6             | 0 | 2        | 2        | 0        |          |          |
| 2015–16      | Ottawa Senators          | NHL          | 75  | 10            | 16            | 26            | 18            | —             | — | —        | —        | —        |          |          |
| 2016–17      | Ottawa Senators          | NHL          | 79  | 2             | 15            | 17            | 20            | 19            | 0 | 1        | 1        | 2        |          |          |
| 2017–18      | Ottawa Senators          | NHL          | 82  | 5             | 14            | 19            | 12            | —             | — | —        | —        | —        |          |          |
| 2018–19      | Ottawa Senators          | NHL          | 74  | 7             | 19            | 26            | 18            | —             | — | —        | —        | —        |          |          |
| 2019–20      | Toronto Maple Leafs      | NHL          | 56  | 1             | 7             | 8             | 20            | 5             | 1 | 0        | 1        | 4        |          |          |
| 2020–21      | Pittsburgh Penguins      | NHL          | 53  | 4             | 13            | 17            | 10            | 6             | 0 | 2        | 2        | 0        |          |          |
| 2021–22      | Edmonton Oilers          | NHL          | 78  | 5             | 23            | 28            | 14            | 16            | 1 | 6        | 7        | 12       |          |          |
| 2022–23      | Edmonton Oilers          | NHL          | 80  | 1             | 14            | 15            | 24            | 12            | 0 | 1        | 1        | 2        |          |          |
| 2023–24      | Edmonton Oilers          | NHL          | 79  | 5             | 20            | 25            | 14            | 24            | 2 | 3        | 5        | 0        |          |          |
| 2024–25      | San Jose Sharks          | NHL          | 54  | 4             | 11            | 15            | 14            | —             | — | —        | —        | —        |          |          |
| Celkem v NHL | Celkem v NHL             | Celkem v NHL | 840 | 52            | 174           | 226           | 184           | 88            | 4 | 15       | 19       | 20       |          |          |

## Reprezentace
| Rok                       | Tým                       | Soutěž                    | Z  | G | A | B | TM |
| ------------------------- | ------------------------- | ------------------------- | -- | - | - | - | -- |
| 2010                      | Kanada Ontario            | WHC-17                    | 6  | 0 | 0 | 0 | 0  |
| 2011                      | Kanada 18                 | MS-18                     | 7  | 0 | 1 | 1 | 2  |
| 2016                      | Kanada                    | MS                        | 10 | 1 | 5 | 6 | 0  |
| Juniorská kariéra celkově | Juniorská kariéra celkově | Juniorská kariéra celkově | 13 | 0 | 1 | 1 | 2  |
| Seniorská kariéra celkově | Seniorská kariéra celkově | Seniorská kariéra celkově | 10 | 1 | 5 | 6 | 0  |